# Смерека (потік)
Смере́ка (пол. Smereka) — гірський потік в Україні, в Рожнятівському районі Івано-Франківської області. Лівий доплив Дуби (басейн Дністра).

## Опис
Довжина потоку 8 км. Потік тече у гірському масиві Ґорґани.

## Розташування
Бере початок на північно-західних схилах гори Онежевата (706,6 м). Тече переважно на північний схід через Іванівку і в селі Цинява впадає у річку Дуба, праву притоку Чечви. 
Потоки: Ясеновець (ліва). 
Населені пункти вздовж берегової смуги: Ясеновець.